# 张尔田

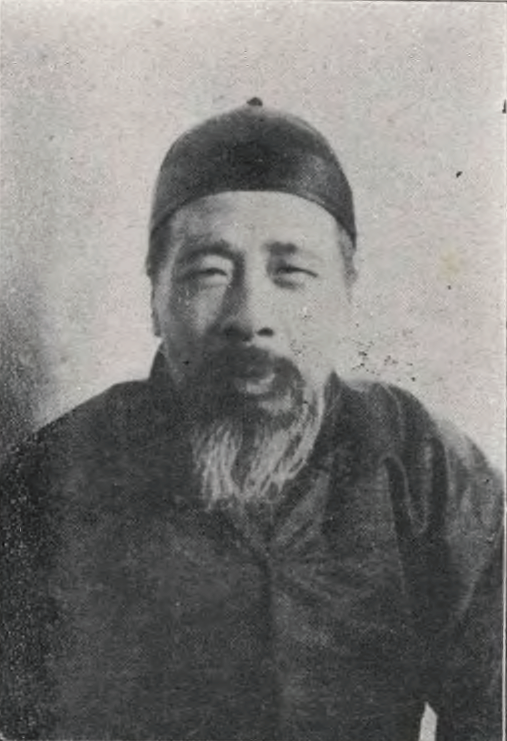
張爾田

张尔田（1874年—1945年），一名采田，字孟劬，一字幼蒓，号遁庵、遁庵居士，晚號遯堪，男，浙江仁和人，中国近代历史学家、古典文学研究家。以词闻名，叶恭绰评价为“具冷红（郑文焯）神理”。又擅长文章，自然一家。

## 生平
生于清光緒元年（1874年），出身宦门。
曾中举人，歷官刑部主事、江蘇試用知府。辛亥革命後，高隱不仕，專心著述，於學無所不窺，而尤致力於史學，貫通今、古，由史入經，上承浙東學統。早年從學譚獻，及壯，先後與夏曾佑、王國維、孫德謙、沈曾植諸賢游。
1914年参与撰写《清史稿》，主撰乐志。后任北京大学教授，晚年为燕京大学国学总导师。民國三十四年正月七日，逝世于北平。

## 家庭
祖父张之杲，著有《初日山房诗集》、《泰州保卫记》。父张上禾，曾从蒋春霖受词学。弟张东荪，现代哲学家。
原配夫人、表妹陳氏，舅舅陳少嘉的長女，16岁過門後不久病逝；續弦潘氏。

## 著作
《白喉証治通考》、《史微》、《槐后唱和》、《遁庵乐府》、《遁庵文集》、《蛮书校注》、《钱大昕学案》、《玉溪生年譜会笺》四卷、《蒙古源流笺证》。